# Assarco
Assarco (in greco antico: Ἀσσάρακος?, Assárakos) o Assaraco è un personaggio della mitologia greca. Fu re dei Dardani.

## Genealogia
Figlio di Troo e di Calliroe o di Acallaride, sposò Ieromnene (o Clitodora), da cui ebbe il figlio Capi.
Ditti Cretese scrive invece che sia figlio di Aesyetes (Αἰσυήταο) e Cleomestra mentre Igino cita Ganimede come suo figlio quando in genere è ritenuto suo fratello .

## Mitologia
Ereditò il regno di Dardania quando il fratello maggiore (Ilo) preferì regnare sulla sua nuova città di Ilio.
Quando morì, il regno passò a suo figlio Capi e come tributo a tutta la sua buona opera, Assaraco fu sepolto in mezzo a Troia, vicino al tempio di Atena e al palazzo che più tardi appartenne a Priamo.